# Basilisken-Klapperschlange
Die Basilisken-Klapperschlange (Crotalus basiliscus) ist eine Art der Gattung Klapperschlangen (Crotalus), die nur an der Westküste Mexikos verbreitet ist.

## Merkmale

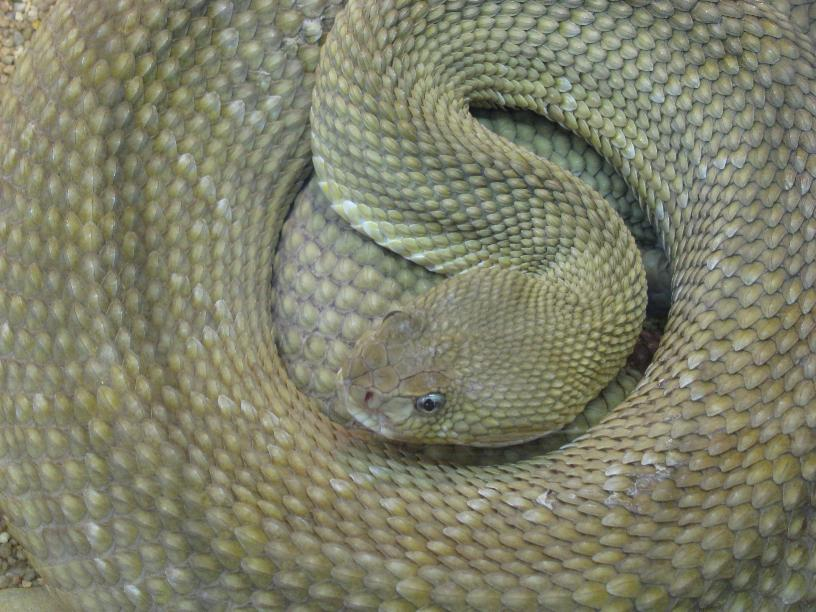
Basilisken-Klapperschlange

Die Basilisken-Klapperschlange wird bis zu zwei Meter lang, selten über zwei Meter. Die Grundfarbe der Schlange ist gelblich-braun, olive-grün, rotbraun oder braun. Auf dem Rücken hat sie mehrere rautenförmige Zeichnungen, die sich allerdings meistens nur leicht von der Grundfarbe abheben. Umrandet sind die Rauten von helleren Schuppen, wobei die Umrandung besonders in Schwanznähe auch unvollständig sein kann. Der Kopf ist meist hell mit einer dunkleren Zeichnung vom Auge zur hinteren Mundöffnung. Wie fast alle Klapperschlangen hat sie eine auffällige Schwanzrassel.

## Verbreitung und Lebensraum

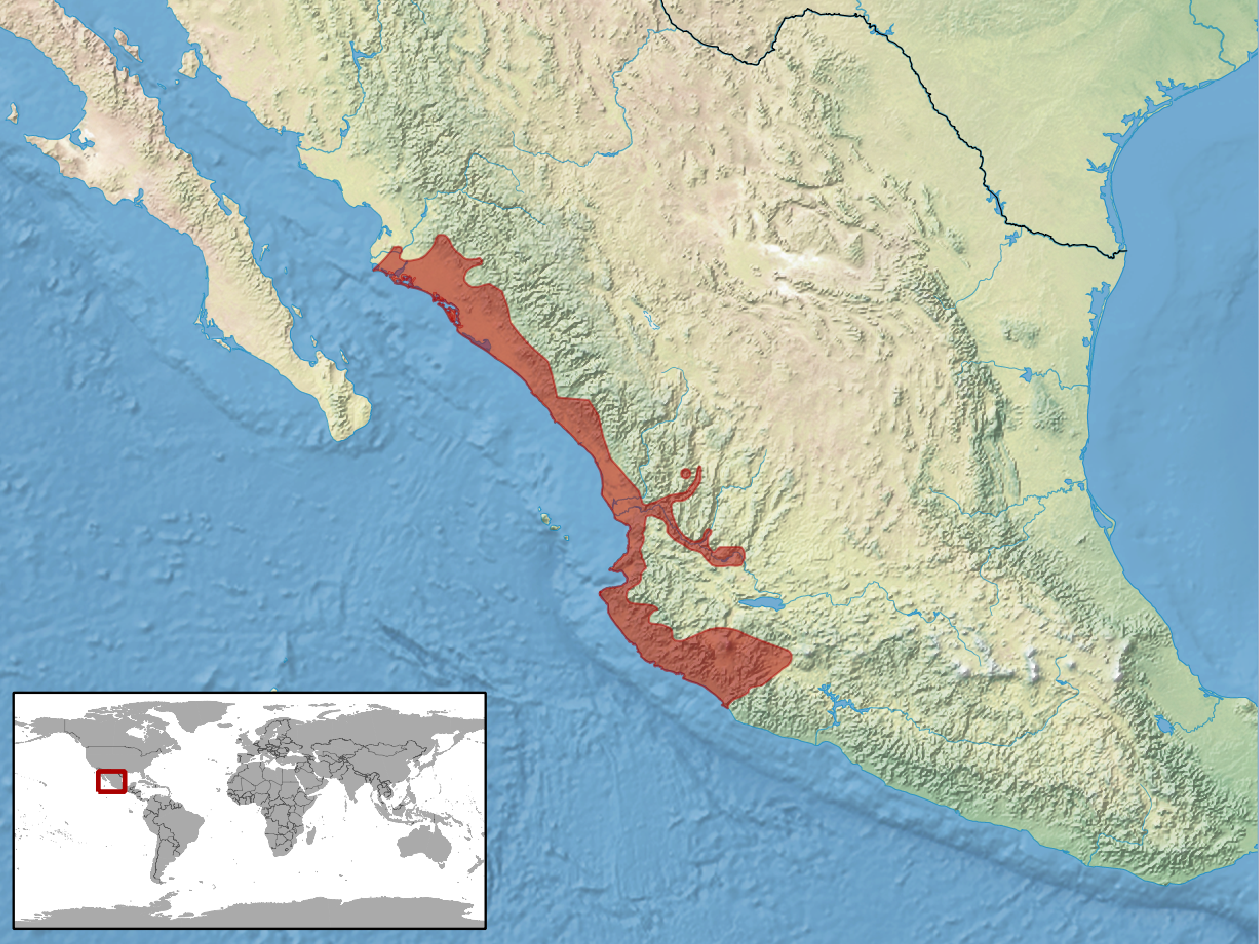
Verbreitungsgebiet

Die Basilisken-Klapperschlange lebt nur an der Westküste Mexikos in einem schmalen Verbreitungsgebiet von Sonora bis Michoacán, das etwa 200 Kilometer in das Inland Mexikos reicht. Als Habitat bevorzugt die Schlange die Dornsteppen der mexikanischen Küste mit spärlichem Wald sowie Kiefer-Eichenwälder in höheren Lagen.

## Schlangengift
Über die spezifische Wirkung des Giftes dieser Schlange ist wenig bekannt, man nimmt an, dass es dem anderer Klapperschlangen, vor allem der nahe verwandten Schwarzschwanz-Klapperschlange (Crotalus molossus), ähnelt. Als relativ große Art gibt sie große Giftmengen mit entsprechender Wirksamkeit ab.